# Oceana (Schiff, 1937)
Die Oceana ist das Flaggschiff der Bremer Reederei Hal över.

## Geschichte
Die Oceana wurde als Baunummer 322 auf den Atlas-Werken gebaut und lief im Herbst 1937 für die Reederei von Otto Wilhelm August Schreiber vom Stapel. Wegen fehlender Maschinen kam das Schiff aber erst 1938 in Fahrt. Mit bis zu 1500 Passagieren führten die Tagesausflüge auf der Unterweser bis zum Leuchtturm Roter Sand. Im Zweiten Weltkrieg musste die Oceana der Kriegsmarine übergeben werden und war als Versorgungsschiff bis nach Helgoland im Einsatz.
Nach dem Krieg wurde der Schiffsbetrieb auf der Weser wieder aufgenommen. Ein erster Umbau erfolgte 1983. Bei einem erneuten Umbau und gleichzeitiger Modernisierung erfolgte auch eine Neumotorisierung. 2002 fusionierte die Schreiber-Reederei mit Hal över und damit wurde auch die Oceana übernommen und das Schiff in Oldenburg erneut modernisiert.

## Decks und Ausstattung
Die Oceana hat eine Lounge im Vorschiff, ein Hauptdeck, ein geschlossenes Oberdeck sowie ein offenes Achter- und ein offenes Vordeck. Das Schiff ist jetzt für 700 Passagiere zugelassen. Im Restaurant stehen 300 Plätze und für Tagungen 86 Plätze zur Verfügung.

## Einsatz
Die Oceana ist an der Schlachte stationiert. Von Mai bis September wird sie hauptsächlich im Linienverkehr auf der Unterweser zwischen Bremen und Bremerhaven eingesetzt. Darüber hinaus gibt es Sonderfahrten und das ganze Schiff kann auch gechartert werden.